# Distretto di San Felipe
Il distretto di San Felipe è uno dei dodici distretti  della provincia di Jaén, in Perù. Si trova nella regione di Cajamarca e si estende su una superficie di 255,49 chilometri quadrati.

Istituito il 2 gennaio 1857, ha per capitale la città di San Felipe; al censimento 2005 contava 5.423 abitanti.